# 撒拉威國家足球隊
撒拉威國家足球隊是阿拉伯撒哈拉民主共和国的國家足球代表隊，由撒拉威足球協會管理，屬於非國際足球總會成員委員會成員國之一。

## 外部連結
- 撒拉威國家足球隊 （页面存档备份，存于）
- 撒拉威國家足球隊